# Ernie Phythian
Ernest Rixon Phythian, conosciuto principalmente come Ernie Phythian (Farnworth, 16 luglio 1942 – Johannesburg, 3 agosto 2020) è stato un calciatore inglese, di ruolo attaccante.

## Carriera
Nella stagione 1960-1961 esordisce tra i professionisti con la maglia del Bolton, con cui realizza 3 reti in 10 presenze nel campionato di First Division; parallelamente all'attività come calciatore giocava anche a cricket (prima dell'esordio in prima divisione era indeciso tra quale dei due sport praticare come professionista).
A fine stagione passa al Wrexham, dove rimane per 3 anni mettendo a segno complessivamente 44 reti in 134 partite di campionato, tra terza e quarta divisione (la prima e l'ultima stagione in quarta divisione, le altre due in terza divisione); passa poi all'Hartlepool Utd, dove gioca per quattro stagioni consecutive in quarta divisione, categoria della quale nella stagione 1966-1967 è anche capocannoniere con 23 reti e nella quale conquista una promozione nella stagione 1967-1968. Ha poi giocato in Sudafrica in prima divisione con i Southern Suburbs.
In carriera ha totalizzato complessivamente 268 presenze e 98 reti nei campionati della Football League.

## Palmarès

### Individuale
- Capocannoniere del campionato inglese di quarta divisione: 1

1966-1967 (23 gol)